# 양은진
양은진은 대한민국의 가수다. 2015년 싱글 《다시 봄.》으로 데뷔했다.

## 학력
- 동덕여자대학교 대학원 실용음악과 석사과정
- 동덕여자대학교 실용음악과 학사

## 방송
- 보이스 코리아 2 (2013) - Top42

## 음반
- 다시 봄. (2015)
- 그때의 우리 (2015)

## 피처링
- 신세미 《손글씨》 (2016)